# 可兒郡
可兒郡（日语：／ Kani gun */?）為岐阜縣管轄的郡。人口20,157人、面積56.61 km²。（2005年）
現管轄有以下1町。
- 御嵩町（みたけちょう）